# Scorzalit
Scorzalit – minerał z gromady forsterytów; zasadowy fosforan żelaza, magnezu i glinu. 

## Nazwa
Nazwa pochodzi od pochodzenia brazylijskiego mineraloga Evaristo Penny Scorzy.

## Właściwości
Kryształy rzadko tabliczkowe lub krótkosłupkowe, o postaci pseudorombowej bipiramidy z prostokątnym przekrojem. Minerał występuje najczęściej w skupieniach ziarnistych, zbitych i skorupowych. Jest kruchy, przeświecający lub nie z szklistym albo matowym połyskiem. Ma barwę od ciemnozielonej, przez zieloną, aż do ciemnoniebieskiej.

## Występowanie
Jest minerałem bardzo rzadkim. Spotykany w pegmatytach granitowych, współwystępując z apatytem, albitem i kwarcem. Znajdowany w Brazylii w kopalni Corrego Frio w stanie Minas Gerais, gdzie został odkryty w 1947 roku. Wydobywany również jest z kopalni Victory w Dakocie Południowej, z okręgu Mono z Kalifornii oraz z Syberii.

## Zastosowanie
Jest bardzo poszukiwany i ceniony przez kolekcjonerów, stanowiąc mineralogiczną ciekawostkę; okazjonalnie używany jako kamień ozdobny. Nadawany jest mu szlif fasetkowy i kaboszonowy. Często mylony z lazulitem.

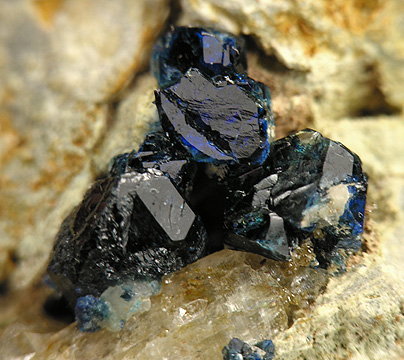
Widok z bliska. Często wydaje się czarny.
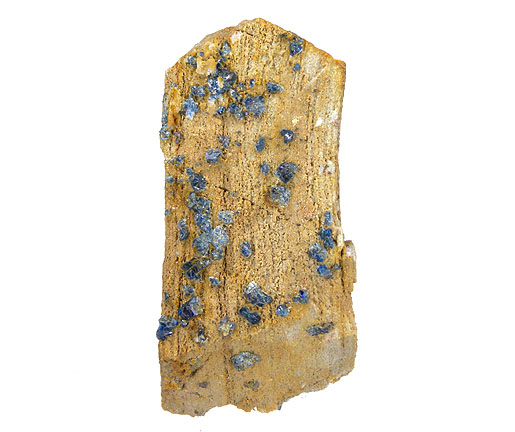
na skale